# Championnats du monde de rugby-fauteuil
Les Championnats mondiaux de rugby-fauteuil sont une compétition sportive internationale organisée et régie par la Fédération internationale de rugby-fauteuil (IWRF).
La compétition est mixte et chaque équipe est composée d'athlètes handicapés non seulement des membres inférieurs, mais aussi du tronc et d'au moins un bras ; un système de cotation du handicap permet d'équilibrer les équipes. 

## Historique
Les premiers Championnats du Monde de rugby-fauteuil ont lieu en 1995, à Nottwil (Suisse), remporté par les Américains. 

## Palmarès
| 1995 |  | Suisse (Nottwil)                | États-Unis | 41–36 | Canada           | Nouvelle-Zélande | 41–28 | Grande-Bretagne |
| 1998 |  | Canada (Toronto)                | États-Unis | 31–28 | Nouvelle-Zélande | Canada           | 44–35 | Suède           |
| 2002 |  | Suède (Göteborg)                | Canada     | 25–24 | États-Unis       | Australie        | 45–38 | Belgique        |
| 2006 |  | Nouvelle-Zélande (Christchurch) | États-Unis | 34–30 | Nouvelle-Zélande | Canada           | 23–19 | Grande-Bretagne |
| 2010 |  | Canada (Vancouver)              | États-Unis | 57–45 | Australie        | Japon            | 53–47 | Suède           |
| 2014 |  | Danemark (Odense)               | Australie  | 67-56 | Canada           | États-Unis       | 62-56 | Japon           |
| 2018 |  | Australie (Sydney)              | Japon      | 62-61 | Australie        | États-Unis       | 47-36 | Grande-Bretagne |
| 2022 |  | Danemark (Vejle)                | Australie  | 58-55 | États-Unis       | Danemark         | 61-57 | Japon           |